# 高山玄参
高山玄参（学名：Scrophularia hypsophila）为玄参科玄参属下的一个种。

## 扩展阅读
- 維基物種上的相關：高山玄参